# Cola hypochrysea
Cola hypochrysea är en malvaväxtart som beskrevs av Karl Moritz Schumann. Cola hypochrysea ingår i släktet Cola och familjen malvaväxter. Inga underarter finns listade i Catalogue of Life.